# Live For
«Life For» es una canción del artista canadiense The Weeknd. parte de su álbum de estudio debut Kiss Land (2013). La canción, que cuenta con las voces invitadas del también Cantante canadiense Drake, fue lanzada como el cuarto sencillo del álbum el 3 de septiembre de 2013.

## Antecedentes
El 27 de julio de 2013, The Weeknd publicó una foto con Drake en el estudio juntos, disipando los rumores pasados donde se decía que estaban peleados.

## Video musical
El video musical fue lanzado el 11 de septiembre de 2013.

## Posicionamiento
| Lista (2013)                                   | Mejor posición |
| ---------------------------------------------- | -------------- |
| South Korea International Digital Chart (Gaon) | 143            |
| UK Singles (Official Charts Company)           | 111            |
| US Bubbling Under Hot 100 Singles (Billboard)  | 19             |
| US Hot R&B/Hip-Hop Songs (Billboard)           | 47             |

## Historial de lanzamientos
| Región         | Fecha                   | Formato                 | Discográfica |
| -------------- | ----------------------- | ----------------------- | ------------ |
| Estados Unidos | 20 de agosto de 2013    | Radio mainstream urbana | Republic     |
| Reino Unido    | 23 de agosto de 2013    | Descarga digital        | Universal    |
| Estados Unidos | 3 de septiembre de 2013 | Descarga digital        | Republic     |